# 男孩和他的原子
《男孩和他的原子》（英語：A Boy and His Atom）是一個由IBM研究院拍攝，於2013年發布至YouTube上的定格動畫短片，當中描繪了一名男孩與原子做了各種形式的動作。這部短片長度僅一分鐘，以掃描隧道顯微鏡將一氧化碳分子放大1億倍拍攝。拍攝團隊藉由操縱一氧化碳分子以拍攝242張相片，後製組合成一部動畫。
這部電影被《金氏世界紀錄大全》認證為世界上最小的定格動畫電影。拍攝這部短片的IBM科學家先前已研究出將原子磁化以增強檔案儲存效率的方法，這部短片即使用原子磁化的原理操縱一氧化碳分子的移動。他們拍攝此短片的目的是希望學生在看到後，能將成為科學家作為生涯考慮的選項之一。

## 概要
影片剛開始時，有幾段文字簡單的描述影片的拍攝手法，文字結束後有一個男孩即在注視著一顆原子。猶豫了幾秒後，男孩開始隨著音樂伴奏與原子一起跳舞，之後男孩將原子如球似的在地上拍打、往牆上拋接。經過幾次拋接，原子彈到地上變成了一個彈簧床，男孩在彈簧床上彈跳。男孩下了彈簧床後，原子向天空升起，並拼出IBM的座右銘「THINK」與IBM的標誌。

## 製作

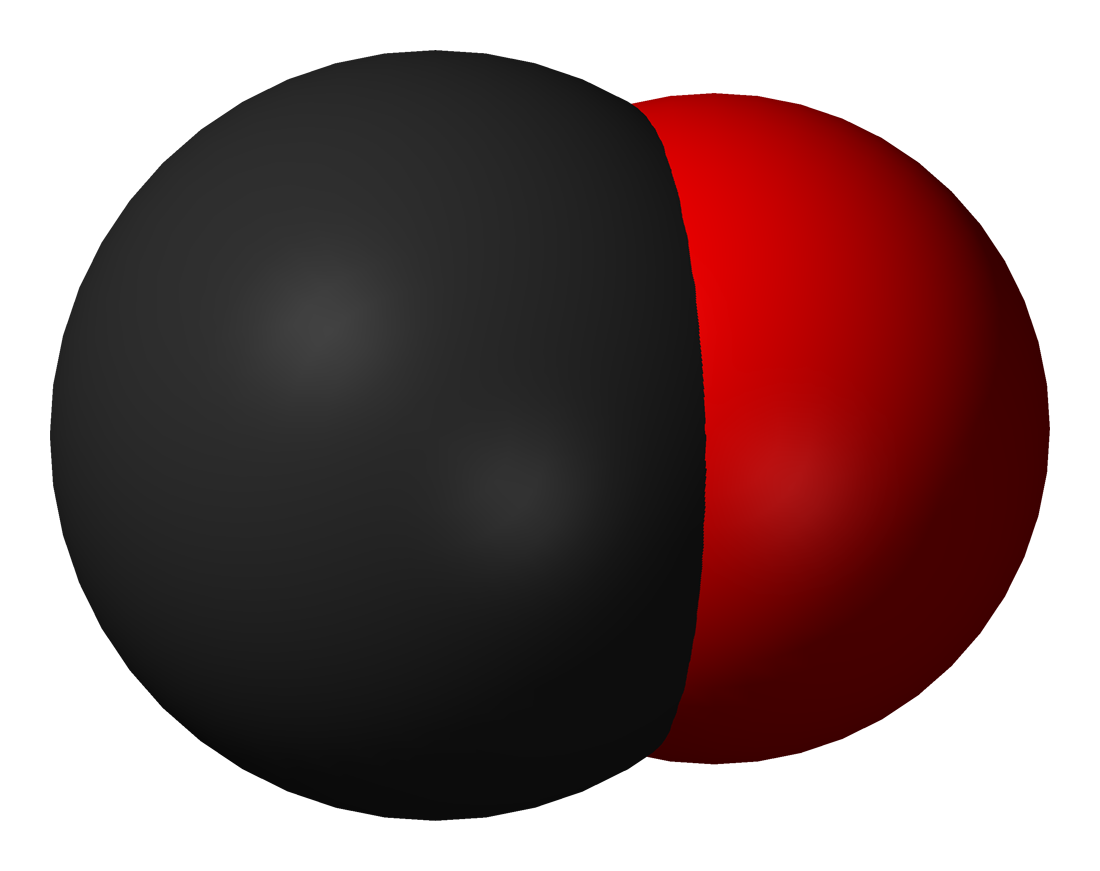
一氧化碳分子的模型示意圖

《男孩和他的原子》是由IBM位於美國加州聖荷西的一間研究室內的幾位科學家製作。他們在銅基板上用銅棒以1奈米為單位，操控一氧化碳分子排成圖案，利用重達2噸的掃描隧道顯微鏡放大1億倍拍攝而成。他們必須在5K（-268.15°C、-480.68°F）以下，極低溫的狀態下才能正常操作裝置。一氧化碳中的氧原子在拍攝時會在顯微鏡下呈現一個小點，科學家再將其組合成圖樣拍攝影片所需的畫格。
團隊以定格動畫技術將65個一氧化碳分子拍攝出的242張照片，組合成一部一分鐘長的電影，影片的長寬分別為45與25奈米。這部短片由4位研究人員每天花18個小時，總共兩週的時間才完成。
這部短片的設計與配樂皆參考了早期的電子遊戲作品。這個計畫的負責人安得利斯·海因里希說：「這部電影很適合用來分享以原子尺度所看見的世界。」他又說：「我們要做這部短片不是為了要傳達什麼科學的消息，而是為了那些學生，希望他們能問一些問題。」
除了這部短片外，團隊還為《星艦奇航記》系列的新電影《闇黑無界：星際爭霸戰》製作了三張圖片，分別是《星艦奇航記》的標誌、瓦肯舉手禮、以及小型的企業號星艦。
拍攝這部短片其實只是團隊在研究後的一個消遣活動。在這之前團隊已研究出將原子磁化以增強檔案儲存效率的方法，並利用研究的成果拍攝短片。2012年時他們證明了只需要12個原子就可以儲存1位元的檔案，在此之前儲存一位元的檔案往往需要成千上萬顆原子才可。如果這項研究在商業上實現的話，「你可以在iPhone放進不止一兩部電影」，海因里希在幕後影片中說：「你可以把從古至今所有的電影都放進你的iPhone中。」
這部電影後來也被《金氏世界紀錄大全》認證為「史上最小的定格動畫影片」。

## 外部連結
- 互联网电影数据库（IMDb）上《男孩和他的原子》的资料（英文）
- YouTube上的
- IBM為這部影片所做的專題介紹 （页面存档备份，存于）